# Homme-lézard du comté de Lee
L’homme-lézard du comté de Lee est un cryptide humanoïde reptilien dont l'existence supposée repose sur le seul témoignage d'un adolescent du comté de Lee (Caroline du Sud), aux États-Unis. Selon la légende locale, le prétendu monstre habiterait dans les marécages de la région.

## Rapports
Christopher Davis, âgé de 17 ans, affirme avoir aperçu la créature dans une rue à environ 2h du matin, le 29 juin 1988. En conduisant, il doit s'arrêter pour changer un pneu crevé à côté d'un marais situé dans le comté de Lee. Soudainement, il entend un bruit étrange derrière son dos et voit une créature affreuse tentant de l'attaquer. Davis monte aussitôt dans sa voiture, mais la créature saute sur le toit. Finalement, Davis réussit à faire tomber la créature et à s'enfuir,.
Selon sa description, le monstre serait vert, très grand et bipède. Il aurait aussi des yeux rouges lumineux et trois doigts à chaque main, ainsi que des griffes très grandes.
En 2008, CNN fit allusion à la légende de l'homme-lézard lors d'un reportage sur un couple de Bishopville en Caroline du Sud dont le véhicule présentait des traces de crocs et de sang. L'analyse du sang montra qu'il s'agissait du sang laissé par un chien.